# Llista d'especialitats 63 de la Nomenclatura de la UNESCO
Llista d'especialitats del camp 63 (Sociologia) de la Nomenclatura de la UNESCO:
| Disciplina                                      | Codi     | Especialitat                                       |
| ----------------------------------------------- | -------- | -------------------------------------------------- |
| 6301 Sociologia cultural                        | 6301.01  | Evolució cultural                                  |
| 6301 Sociologia cultural                        | 6301.02  | Relacions culturals                                |
| 6301 Sociologia cultural                        | 6301.03  | Folklore                                           |
| 6301 Sociologia cultural                        | 6301.04  | Relacions interracials                             |
| 6301 Sociologia cultural                        | 6301.05  | Llenguatge i cultura                               |
| 6301 Sociologia cultural                        | 6301.06  | Personatges nacionals i civilització               |
| 6301 Sociologia cultural                        | 6301.07  | Sociologia de l'art                                |
| 6301 Sociologia cultural                        | 6301.08  | Sociologia del dret (vegeu 6306.06)                |
| 6301 Sociologia cultural                        | 6301.09  | Sociologia de la literatura                        |
| 6301 Sociologia cultural                        | 6301.10  | Sociologia de la religió (vegeu 5101.10 i 6301.10) |
| 6301 Sociologia cultural                        | 6301.99  | Altres (especifiqueu)                              |
| 6302 Sociologia experimental                    | 6302.01  | Recollida de dades                                 |
| 6302 Sociologia experimental                    | 6302.02  | Psicologia social (vegeu 6114)                     |
| 6302 Sociologia experimental                    | 6302.03  | Disseny d'enquesta social                          |
| 6302 Sociologia experimental                    | 6302.04  | Mètodes d'investigació social                      |
| 6302 Sociologia experimental                    | 6302.99  | Altres (especifiqueu)                              |
| 6303 Sociologia general                         | 6303.01  | Sociologia comparada                               |
| 6303 Sociologia general                         | 6303 .02 | Sociologia històrica (vegeu 5506.23)               |
| 6303 Sociologia general                         | 6303.03  | Metodologia                                        |
| 6303 Sociologia general                         | 6303.04  | Sociografia                                        |
| 6303 Sociologia general                         | 6303.05  | Teoria                                             |
| 6303 Sociologia general                         | 6303.99  | Altres (especifiqueu)                              |
| 6304 Desorganització internacional              | 6304.01  | Conflictes                                         |
| 6304 Desorganització internacional              | 6304.02  | Resolució de conflictes (vegeu 6114.05)            |
| 6304 Desorganització internacional              | 6304.03  | Guerra i pau (vegeu 5103.05 i 5506.25)             |
| 6304 Desorganització internacional              | 6304.99  | Altres (especifiqueu)                              |
| 6305 Sociologia matemàtica                      | 6305.01  | Mesura i construcció d'índexs                      |
| 6305 Sociologia matemàtica                      | 6305.02  | Construcció de models                              |
| 6305 Sociologia matemàtica                      | 6305.03  | Anàlisi estadística (vegeu 1209)                   |
| 6305 Sociologia matemàtica                      | 6305.99  | Altres (especifiqueu)                              |
| 6306 Sociologia ocupacional                     | 6306.01  | Burocràcia                                         |
| 6306 Sociologia ocupacional                     | 6306.02  | Sociologia educacional                             |
| 6306 Sociologia ocupacional                     | 6306.03  | Sociologia industrial                              |
| 6306 Sociologia ocupacional                     | 6306.04  | Sociologia mèdica                                  |
| 6306 Sociologia ocupacional                     | 6306.05  | Sociologia de l'educació (vegeu 6301.02)           |
| 6306 Sociologia ocupacional                     | 6306.06  | Sociologia del dret (vegeu 6301.08)                |
| 6306 Sociologia ocupacional                     | 6306.07  | Sociologia dels mitjans de comunicació             |
| 6306 Sociologia ocupacional                     | 6306.08  | Sociologia de la ciència (vegeu 7102.05)           |
| 6306 Sociologia ocupacional                     | 6306.99  | Altres (especifiqueu)                              |
| 6307 Canvi social i desenvolupament             | 6307.01  | Evolució de les societats                          |
| 6307 Canvi social i desenvolupament             | 6307.02  | Països subdesenvolupats                            |
| 6307 Canvi social i desenvolupament             | 6307.03  | Política social                                    |
| 6307 Canvi social i desenvolupament             | 6307.04  | Seguretat social                                   |
| 6307 Canvi social i desenvolupament             | 6307.05  | Serveis socials                                    |
| 6307 Canvi social i desenvolupament             | 6307.06  | Desenvolupament socioeconòmic                      |
| 6307 Canvi social i desenvolupament             | 6307.07  | Tecnologia i canvi social (vegeu 5306)             |
| 6307 Canvi social i desenvolupament             | 6307.99  | Altres (especifiqueu)                              |
| 6308 Comunicacions socials                      | 6308.01  | Signes                                             |
| 6308 Comunicacions socials                      | 6308.02  | Sociolingüística                                   |
| 6308 Comunicacions socials                      | 6308.03  | Símbols                                            |
| 6308 Comunicacions socials                      | 6308.99  | Altres (especifiqueu)                              |
| 6309 Grups socials                              | 6309.01  | Castes                                             |
| 6309 Grups socials                              | 6309.02  | Elits                                              |
| 6309 Grups socials                              | 6309.03  | Família, parentiu                                  |
| 6309 Grups socials                              | 6309.04  | Matrimoni (vegeu 5201.04)                          |
| 6309 Grups socials                              | 6309.05  | Classes socials                                    |
| 6309 Grups socials                              | 6309.06  | Mobilitat social                                   |
| 6309 Grups socials                              | 6309.07  | Estratificació social                              |
| 6309 Grups socials                              | 6309.08  | Tribus                                             |
| 6309 Grups socials                              | 6309.09  | Rol de la dona                                     |
| 6309 Grups socials                              | 6309.99  | Altres (especifiqueu)                              |
| 6310 Problemes socials - desorganització social | 6310.01  | Crim                                               |
| 6310 Problemes socials - desorganització social | 6310.02  | Delinqüència                                       |
| 6310 Problemes socials - desorganització social | 6310.03  | Malaltia                                           |
| 6310 Problemes socials - desorganització social | 6310.04  | Fam                                                |
| 6310 Problemes socials - desorganització social | 6310.05  | Minusvalidesa                                      |
| 6310 Problemes socials - desorganització social | 6310.06  | Relacions interracials (vegeu 2402.13 i 5906.06)   |
| 6310 Problemes socials - desorganització social | 6310.07  | Inadaptats                                         |
| 6310 Problemes socials - desorganització social | 6310.08  | Pobresa                                            |
| 6310 Problemes socials - desorganització social | 6310.09  | Qualitat de vida                                   |
| 6310 Problemes socials - desorganització social | 6310.10  | Conflicte social i adaptació                       |
| 6310 Problemes socials - desorganització social | 6310.11  | Benestar social                                    |
| 6310 Problemes socials - desorganització social | 6310.12  | Estàndard de vida                                  |
| 6310 Problemes socials - desorganització social | 6310.13  | Terrorisme                                         |
| 6310 Problemes socials - desorganització social | 6310.14  | Atur                                               |
| 6310 Problemes socials - desorganització social | 6310.99  | Altres (especifiqueu)                              |
| 6311 Sociologia dels assentaments humans        | 6311.01  | Estudis comunitaris                                |
| 6311 Sociologia dels assentaments humans        | 6311.02  | Sociologia ecològica                               |
| 6311 Sociologia dels assentaments humans        | 6311.03  | Sociologia local                                   |
| 6311 Sociologia dels assentaments humans        | 6311.04  | Sociologia rural (vegeu 3329.09)                   |
| 6311 Sociologia dels assentaments humans        | 6311.05  | Barris de tuguris                                  |
| 6311 Sociologia dels assentaments humans        | 6311.06  | Sociologia urbana (vegeu 3329.09)                  |
| 6311 Sociologia dels assentaments humans        | 6311.99  | Altres (especifiqueu)                              |
| 6399 Altres (especifiqueu)                      |          |                                                    |